# David Leland
Pour les articles homonymes, voir Leland.
David Leland, né le 20 avril 1941 à Cambridge (Royaume-Uni) et mort le 24 décembre 2023, est un scénariste et acteur britannique qui s'est forgé une réputation de réalisateur doué grâce à son film de 1987 : Wish You Were Here.

## Biographie
Après quelques rôles comme acteur, il collabore avec le réalisateur britannique Alan Clarke en 1981. Leur film Made in Britain est reconnu par la critique et marque le début de la carrière de Tim Roth. 
Après quelques autres scénarios, il se lance dans l'écriture du scénario sur la vie de Cynthia Payne, ce qui donne Personal Services, réalisé par Terry Jones, avec Julie Walters. Le film devait avoir une première partie sur l'adolescence du personnage, mais cette introduction prend tant d'ampleur qu'elle devient autonome, ce qui donne la première réalisation de Leland lui-même, Wish You Were Here; ce film a du succès et permet à la jeune actrice Emily Lloyd d'être distinguée et récompensée.
Après cela, il y a un film avec Rachel Weisz et Anna Friel, The Land Girls puis une participation à la série Band of Brothers. 
En 2012, il participe à la série The Borgias.

### Famille
David Leland est marié à Sabrina et a cinq enfants : Chloë (qui apparaît dans Wish You Were Here elle-même dans l'industrie du cinéma), Abigail (qui apparaît également dans Wish You Were Here), Rosie, Jacob (qui apparaît dans The Land Girls), et Grace (qui apparaît dans The Land Girls).

## Filmographie

### Acteur
- Jimmy (When Saturday Comes) : prêtre
- Personal Services : Mr. Pilkington
- The Missionary : chevelu au Gin Palace
- Le Joyau de la couronne (The Jewel in the Crown) (saison 1, épisode 10: An Evening at the Maharanee's) : Captain Purvis
- The Hitchhiker's Guide to the Galaxy (épisode 4) : Majikthise
- Big Breadwinner Hog (série télévisée) (1969) : Grange
- Au nom de la loi  (TV) (1959) saison 2 épisode 9 (Le tyran) : Large Beasely

### Scénariste
- Made in Britain (réalisateur : Alan Clarke)
- R.H.I.N.O.; Really Here in Name Only (réalisateur : Jane Howell)
- Mona Lisa (réalisateur : Neil Jordan)
- Personal Services (réalisateur : Terry Jones)
- The White River Kid (réalisateur : Arne Glimcher)
- The Borgias (réalisateur : Neil Jordan)

### Réalisateur
Films
- Wish You Were Here (1987)
- Checking Out (1989)
- The Big Man (1990)
- Trois Anglaises en campagne (The Land Girls) (1998)
- Concert for George (2003)
- Medieval Pie : Territoires vierges (2008)

Télévision
- Frères d'armes (Band of Brothers) (#6 "Bastogne") (2001)
- The Borgias (épisode 9; 2012)

## Récompenses
- 2005 Grammy Award : best long form music video (Concert for George)
- 2002 Emmy Award : meilleur feuilleton (Band of Brothers)
- 2002 Christopher Award : meilleur feuilleton (Band of Brothers)
- 1988 BAFTA Award : best original screenplay (Wish You Were Here)
- 1987 FIPRESCI Award International Cannes Film Festival (Wish You Were Here)
- 1987 Peter Sellers Award : Comedy (Evening Standard British Film Awards) (Wish You Were Here et Personal Services)
- 1986 Writers Guild of America Nomination (Mona Lisa)
- 1986 Golden Globe Nomination (Mona Lisa)